# Gråkollfjellet
Das Gråkollfjellet ist mit einer Höhe von 417 m der höchste Punkt der norwegischen Insel Magerøya. Es liegt im Westen der Insel auf der Landzunge Ártihkalnjárga und gehört zur Gemeinde Nordkapp in der Provinz (Fylke) Finnmark.
Der nächsthöhere Berg ist der 22,94 km entfernte, 465 m hohe Davit Skuohtagáisá auf der Landzunge Skuohtanjárga der Porsangerhalvøya auf dem Festland. Zum Gråkollfjellet gibt es keine markierten Wege. Die nächste mit dem Straßennetz verbundene Ortschaft ist Gjesvær ca. 4,9 km Luftlinie nordöstlich des Gipfels. Der nächste über einen Wanderpfad erreichbare Punkt ist der Hügel Stortuva auf einer benachbarten Landzunge ca. 3,5 km Luftlinie nördlich des Gråkollfjellets.